# Yngve Stéen
Hans Yngve Alfred Stéen, född 11 oktober 1932 på Tjärnö, Bohuslän, död 4 februari 2009 i Göteborg, var en svensk målare och grafiker.
Han var son till förmannen Axel Stéen och hans hustru Karin. Stéen studerade vid Hovedskou målarskola 1956–1958 och vid Valands målarskola 1959–1964, vid skolan tilldelades han det Arnulfska resestipendiet 1963 och 1965 tilldelades han ett stipendium ur E Ericsons stipendiefond. Vid Valands elevutställning på Göteborgs konsthall gjorde han sig känd för ett brett och expressivt måleri. Separat debuterade han med en utställning på Galleri Prisma i Stockholm som senare följdes med separatutställningar på flera platser. Bland hans offentliga arbeten märks bronsskulpturen Bronsåldern som är placerad på Pilegården i Askim. Stéen är representerad i Göteborgs kommun. Håkan Sundberg utgav intervjuboken Samtal med Yngve Stéen.